# کبودبال زبرجدی
کبودبال زبرجدی (نام علمی: Azanus jesous) نام یک گونه از سرده کبودبال‌های کرتی است.